# Sofia Domeij
Sofia Domeij (Hudiksvall, 1976. október 22. –) svéd sílövő. 1995-től sífutóként versenyzett, egészen 2005-ig, amikor sportpályafutását sílövőként folytatta. A 2010-es kanadai olimpián két versenyszámban indult, sprintben és az üldözőversenyben, mindkét versenyszámot a negyvenegyedik helyen zárta.

## Eredményei

### Olimpia
| Év   | Olimpia   | Versenyszám | Versenyszám | Versenyszám   | Versenyszám | Versenyszám | Versenyszám |
| Év   | Olimpia   | Egyéni      | Sprint      | Üldözőverseny | Tömegrajtos | Váltó       |             |
| ---- | --------- | ----------- | ----------- | ------------- | ----------- | ----------- | ----------- |
| 2010 | Vancouver | ----        | 41          | 41            | ----        | ----        |             |

### Világbajnokság
| Év   | Világbajnokság     | Versenyszám      | Versenyszám | Versenyszám   | Versenyszám | Versenyszám | Versenyszám  | Versenyszám |
| Év   | Világbajnokság     | Egyéni           | Sprint      | Üldözőverseny | Tömegrajtos | Váltó       | Vegyes váltó |             |
| ---- | ------------------ | ---------------- | ----------- | ------------- | ----------- | ----------- | ------------ | ----------- |
| 2007 | Antholz-Anterselva | Nem állt rajthoz | 22          | 33            | ----        | ----        | ----         |             |
| 2008 | Östersund          | 34               | 60          | 35            | ----        | 8           | ----         |             |
| 2009 | Phjongcshang       | 60               | ----        | ----          | ----        | 5           | ----         |             |

### Világkupa
| Helyezés | 80 | 66 | 49 | 55 | 61 |

| 2008/09    | | Ruhpolding Váltó                                                                                      | |
| 2009/10    | | | |
| Összesítés | Egyéni: 0 Sprint: 0 Üldözőverseny: 0 Tömegrajtos: 0 Váltó: 0 Vegyes váltó: 0 ------------ Összesen: 0 | Egyéni: 0 Sprint: 0 Üldözőverseny: 0 Tömegrajtos: 0 Váltó: 1 Vegyes váltó: 0 ------------ Összesen: 1 | Egyéni: 0 Sprint: 0 Üldözőverseny: 0 Tömegrajtos: 0 Váltó: 0 Vegyes váltó: 0 ------------ Összesen: 0 |